# 略克诺德桑特赫罗尼
略克诺德桑特赫罗尼，是西班牙巴伦西亚自治区巴伦西亚省的一个市镇。总面积7平方公里，总人口573人（2001年），人口密度82人/平方公里。